# 亨里克一世 (亞沃爾)
亨里克一世（波蘭語：Henryk I jaworski，約1294年—1346年5月15日），亞沃爾公爵，波爾科一世之子，1301年至1346年在位。

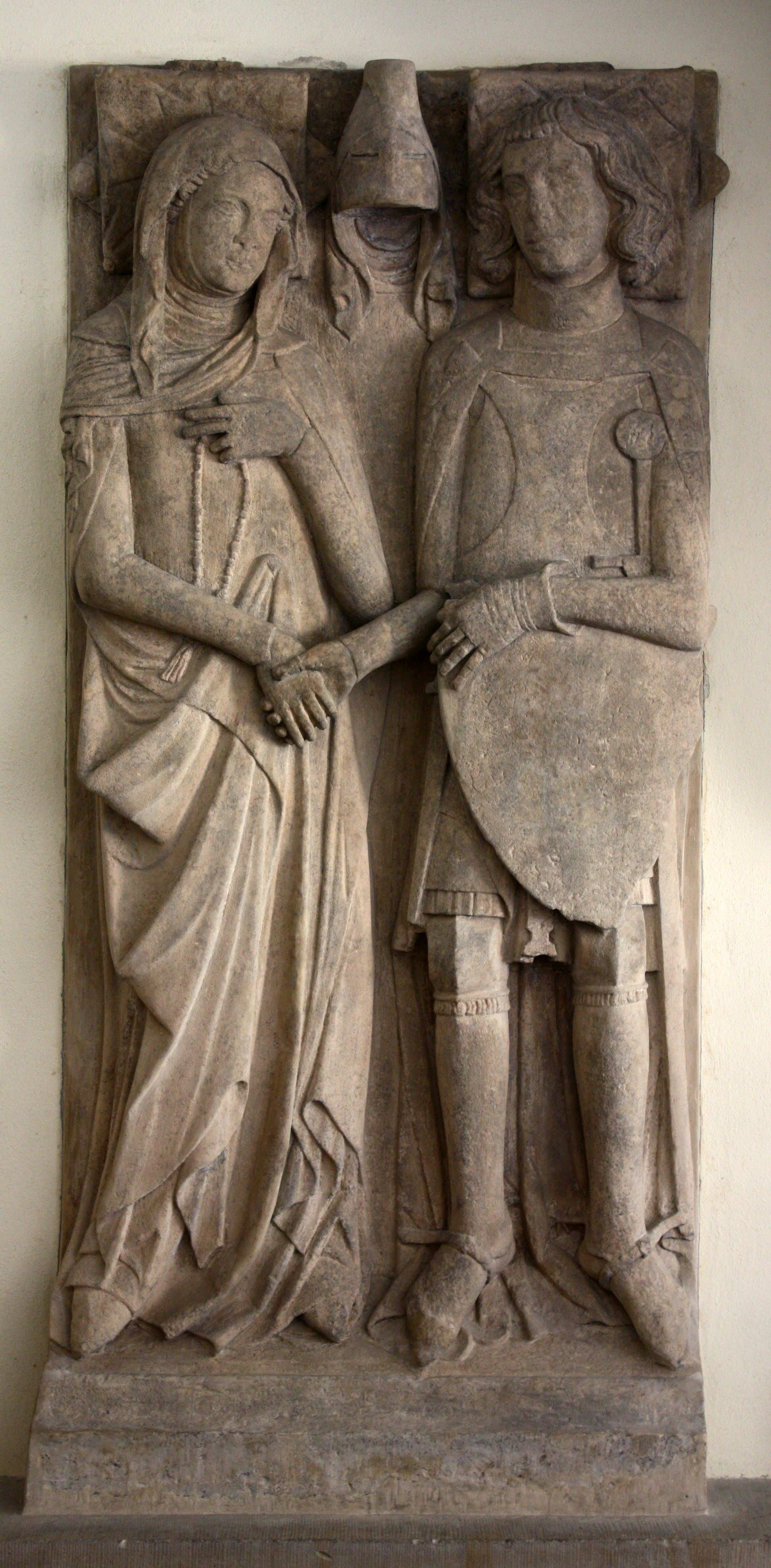
亨里克一世

1319年，亨里克一世與波希米亞國王瓦茨拉夫二世的女兒阿格尼絲結婚，兩人沒有子女。1346年亨里克一世去世，領地由姪子波爾科二世繼承。